# Jean-Michel Charlier
Jean-Michel Charlier (Liegi, 30 ottobre 1924 – Saint-Cloud, 10 luglio 1989) è stato un fumettista belga.

## Biografia
Disegnatore, fa il suo esordio sulle pagine del periodico Spirou, nel 1945. Attivo nella produzione storica e realista, collabora con Victor Hubinon alla creazione del personaggio di Barbarossa, con Albert Uderzo darà vita ai personaggi di Tanguy e Laverdure, e con Jean Giraud a Blueberry cowboy.
Con René Goscinny e Albert Uderzo fonda il settimanale Pilote, dove collabora attivamente alla sua crescita.